# Kajmakčalan
Kajmakčalan (mak.: Кајмакчалан, gr.: Καϊμακτσαλάν) je gorski hrbet v gorovju Nidže na današnji makedonsko-grški državni meji. Istoimenski najvišji vrh je visok 2521 metrov. 
Na turistično obiskanem vrhu stoji spominska kapela in kostnica padlih srbskih vojakov.

## Zgodovina
Kajmakčalan je postal znan v prvi svetovni vojni, ko sta srbska in francoska vojska 30. septembra 1916 po hudih bojih s prebojem utrjenih  bolgarskih položajev porazili bolgarsko vojsko. Po zavzetju Kajmakčalana so osvojili še Bitolo. Zavzetje je pomenilo taktično odmevno zmago zavezniške strani. Frontna črta je potem takšna obstala do jeseni 1918 oz. do preboja solunske fronte.